# Israel en los Juegos Olímpicos de Lillehammer 1994
Israel estuvo representado en los Juegos Olímpicos de Lillehammer 1994 por un deportista masculino que compitió en patinaje artístico sobre hielo.
El portador de la bandera en la ceremonia de apertura fue el patinador artístico Michael Shmerkin. El equipo olímpico israelí no obtuvo ninguna medalla en estos Juegos.